# منینگ وایلی
مَنینگ وایلی (به انگلیسی: Manning Whiley) یک هنرپیشه اهل بریتانیا بود.
از فیلم‌ها یا مجموعه‌های تلویزیونی که وی در آن‌ها نقش داشته‌است می‌توان به تهران اشاره نمود.